# ميخائيل زوهاري
ميخائيل زوهاري (بالعبرية: מיכאל זהרי) (9 أبريل 1898 – 16 أبريل 1983) عالم نبات إسرائيلي. 

## حياته
ولد ميخائيل شاين (لاحقا زوهاري) في عائلة يهودية في بوبركا قرب لفيف (التي كانت وقتها تابعة للإمبراطورية المجرية النمساوية). وهاجر إلى فلسطين تحت الانتداب البريطاني في عام 1920. 
وعمل في بناء الطرق، ثم التحق بمدرسة المعلمين في القدس.
في عام 1931 أسس ألكسندر إيغ الحديقة النباتية الوطنية في إسرائيل، على جبل سكوبوس، بالاشتراك مع ميخائيل زوهاري وناعومي فاينبرون دوتان. 
وفي عام 1952 عين أستاذا لعلم النبات في الجامعة العبرية في القدس. وبعد وفاته نُشر كتابه الشامل «نباتات الكتاب المقدس».

## جوائز
حصل على جائزة إسرائيل عام 1954.